# Mitsuru Kono
Mitsuru Kono (河野満, Kōno Mitsuru; Towada, 13 augustus 1946) is een Japans voormalig tafeltennisser. Hij werd tijdens zijn zesde en laatste deelname aan het WK in Birmingham 1977 wereldkampioen in het enkelspel. Daarnaast won hij twee wereldtitels in het landentoernooi met de nationale ploeg.

## Sportieve loopbaan
Kōno's wereldtitel was een langverhoopte revanche op zichzelf. Bij zijn eerste deelname aan het WK in Stockholm 1967 haalde hij één keer eerder de finale in deze discipline, maar verloor daarin toen van zijn landgenoot Nobuhiko Hasegawa. Dat jaar wonnen ze samen wel de wereldtitel voor landenploegen, die ze in München 1969 eveneens samen prolongeerden. Uitgerekend in eigen land in Nagoya 1971 verloren ze hun titel in de eindstrijd aan China.

Kōno bereikte ook in het gemengd dubbelspel één keer de WK-finale, in 1969. Daarin verloor hij samen met Saeko Hirota andermaal van Hasegawa, met aan diens zijde Yasuko Konno.
De Japanner behaalde naast zijn wereldtitels verschillende internationale titels op de Aziatische kampioenschappen. Daarop won hij in Jakarta 1968 het enkelspeltoernooi, terwijl hij in 1967 (met Shigeo Ito ), 1972 (met Tetsuo Inoue), 1974 (met Hasegawa) en 1976 (opnieuw met Inoue) de titel in het dubbelspel won. Deze discipline won de Japanner eveneens op de Aziatische Spelen van 1974 (met Hasegawa).